# 環境デザイン
環境デザイン（かんきょうデザイン、英語：Environmental Design）とは、環境を対象としたデザイン、あるいは環境に配慮をしたデザインのこと。

## 概要
環境問題には、生存環境や公害問題を対象にする地域環境問題と広域環境や未来環境を対象にする地球環境問題とがあるが、環境デザインにおける「環境」とは、衛生工学や公害などだけでとらえる環境などだけではなく、浅田孝が示したような空間や場面など非常に広範な意味を含有する言葉であるが、生態に配慮したデザイン・エコロジカルな生き方・設計という意味行為の、エコ・デザイン、エコロジカルデザインで示されるエコロジカルな意味の環境は生態環境であり、基本的に異なるが、それらも日本語で表すと環境デザインとなり、結果、環境デザインという名称は、それらのデザインも含有される。それはバックミンスター・フラーのいう宇宙船地球号としてのわれわれの環境が持続的な発展をまた建設的な企画とその実践をめざす作業を意味する。デザイン行為である開発や生産と地球環境の保全とを両立させるために持続的な発展を考えてゆかねばならない。このため、環境デザインは、立体構成や三次元空間のものから、文化活動も視野に収めた領域を占める。
環境デザインは、人間が作り出した環境と、使用者である人間との関係性に立脚した計画、計画行為と解釈され、人と人を取り巻く自然、人と人の関係が含まれる。その認知には環境によって影響を受けるアフォーダンス（affordance）の概念がある。したがって、ただ単に道路を建設する行為や下水排水路の建設といった社会資本整備に対し、これをイコール環境デザインという名称は用いられない。官公庁等が文化財跡地や公園緑地等を整備する際の事業名称においては「環境整備」などの名称が、「環境復元」が、国立公園等の整備は「森林保全」「森林保護」など、農業土木分野では「農村環境整備」「農村風景整備」等の名称が用いられ、デザインという語は表出しない。
こうした概念の範疇にハードやソフトの両面で調査研究することを指すが その範囲は地域や都市、社会基盤から土木、建築、ランドスケープ、インテリアなどの場所、空間などが含まれ、対象は家具などから、山野の自然、農山村、広場、公園などの地域対象そのものおよび相互の関係性を理解分析しデザインすることである。そして地図等で土地のもつ特徴を全体的に理解し、マスタープランを通じて一定の広がりをもつ地域の計画・設計立案を行うこと、地区の課題を分析し、計画を導くこと、自然資源をいかした生活基盤整備（風力発電、太陽光発電等）、都市緑化、自然保全などによる都市と自然との調和を保つこと、文化、歴史、自然資源と観光、都市機能拡大等の地域間開発の調和をとること、地域、都心、街区等の景観調整を行うことなどである。また、人々の技術の醸成も環境デザインの範疇であり、計画のマネジメント・プロデュースを行うことも含まれる。個別のデザインに留まることなく、それを取り巻く周辺環境にも考慮する点が特徴である。
環境デザインとはまた関係のデザインであり、関係には空間的な関係、時間的な関係、社会的な関係がある。場所のデザインなら近隣との関係、周辺との関係が生じる。建物をつくれば影が生まれ、風をさえぎり、音が生じ視線が生じる場合もあるなどの関係が生じる。その関係をどのように空間的に調整するかなど、相互の関係を調整しよい方向に成立するようにする。コミュニティ形成は地域の生活の営みのなかに世代や国籍や障害を越えて交流を組み立ててゆく緩やかな関係のデザインを意味する。これは日常の緩やかなつながりに対する他者からの強い働きかけや物理的な災害などにあったときに日頃の蓄積を前堤にした連帯が通じ創造的な対話をうながして力を発揮するからで、関係のデザインが具体的な働きかけをともなうときさまざまなメディアが生み出され、かたちがつくりだされるのである。

## 内包する分野
一般に、以下のような対象について、単独もしくは総合的に計画する場合に用いられる。
「環境デザイン」は、本来的に持っている総合性により、多様な分野を内包している。
環境デザインに含まれる分野を以下に例示する。
- 自然環境との共生 - 自然環境とそこにおいて生活・休暇等を行う人間の諸活動との関係性に基づいて、その在り方や関係する人工物を計画・設計する。環境問題そのものではない。
- 自然エネルギーの利用、建物の長寿命化への配慮などによって、少しでも環境への負担の少ない持続可能、サステナブルな製品や建築、維持保全プロセスを図るデザイン。創造と廃棄をめぐる環境デザイン。つくることの現代的な意味を問いながら環境を考察してゆく中に、情報の発見や情報の創造を確認する。つくるという行為は、創造と廃棄を全体として構想することでここに消費と廃棄というサイクルを越える創造的な可能性を感じ取ることができる。
- 空間的な設計や、景観的な設計
- 多自然型川づくりやビオトープ形成、自然再生事業など。
- 造園行為や森林施業、公共のガーデニング、サウンドスケープなどやストリートなどのファニチャーデザイン 景観プロダクトデザイン 街路景観整備
- アースワークなどの環境芸術
- 視覚伝達としてサインシステムデザイン。サインやサインシステムは、人々の暮らしのありかたや空間と場のもつダイナミズムやものやしぐさのなかにあらわれる文化的なあらわれとしてみられまたそれらは、それぞれの潜在的な「いとなみ」のなかから浮上する「かたち」としてとらえられる。安易なかたちのシミュレーションを求めるのではなく、生活の慣行や日常の習性のなかに潜在するかたちを組織してゆくことが求められる。
- 社会システム、観光デザイン 都市および地域計画、町や農村等の整備、社会基盤整備などにおいてのコミュニケーション形成
- 社会基盤整備
- 人の技術醸成、教育
- エコロジカルデザイン

エクステリアやインテリア、ファニチャーやランドアートなどといった既往の専門領域で分断されていたデザインを包括的に関連付けて行うことも「環境デザイン」と呼ばれている。
なお、ランドスケープデザイン（landscapedesign）とは、ランドスケープ分野のデザイン行為で、造園分野の造園設計、風致風景計画などと基本的には同じ意味とされるが、類似の語ランドスケープアーキテクチュアは、都市の景観から町や村、集落、国土の在りようを芸術概念として用いる。環境デザインの領域の一つ。

## 研究・教育機関
環境デザインの大学教育機関としては、芸術・デザイン学系、建築学系、家政学系、農林学系、土木・建設工学系の学部学科等が挙げられる。
- 名称に環境デザイン学科・環境デザインコース専攻等が付いている学科は、環境デザイン学の項目を参照。
- 名称に環境デザイン工学科が付いている学科については、デザイン工学科を参照。
- ランドスケープデザインコースなどを設けている大学については、環境デザイン学、建築学科を参照。
- 九州大学芸術工学部環境計画設計学科や環境システム学科のように、名称に環境デザインが付いていないものについては、建築学科を参照。なお、九州大学芸術工学部では、教育研究分野を「人工環境デザイン」とし、その指針を提示している。

### 環境デザイン科設置校
高等学校や専修学校で環境デザイン科を設置しているのは以下の通り
- 奈良県立磯城野高等学校
- 東海工業専門学校金山校（自然環境デザイン科）
- 岡山県立弓削高等学校
- 埼玉県立児玉白楊高等学校
- 広島県立沼南高等学校
- 愛知県立猿投農林高等学校
- 鳥取県立米子工業高等学校
- 香川県立大川東高等学校
- 福岡県立浮羽工業高等学校
- 愛知県立稲沢高等学校
- 愛知県立新城高等学校
- 埼玉県立いずみ高等学校
- 新潟県立上越総合技術高等学校
- 高知県立春野高等学校(総合学科へ）
- 滋賀県立長浜農業高等学校
- 京都造形芸術大学
- 昭和女子大学
- 福岡デザイン専門学校
- 都市デザインカレッジ愛知（地域環境デザイン科）
- 静岡産業技術専門学校（住環境デザイン科）
- 山形デザイン専門学校
- 福岡国土建設専門学校（都市環境デザイン科）
- 中部コンピュータアンド テクノロジー専門学校（工業専門課程, 建築環境デザイン科）
- 広島工業大学専門学校（まちづくり環境デザイン科）
- 大阪美術専門学校
- 愛知工業専門学校（地域環境デザイン科）
- 上越情報ビジネス専門学校（住環境デザイン科）
- サイ・テク・カレッジ那覇工業専門課程
- 鹿児島ハイテク専門学校（福祉環境デザイン科）
- 東京工学院専門学校